# Fachwerkstadel (Ettlishofen)

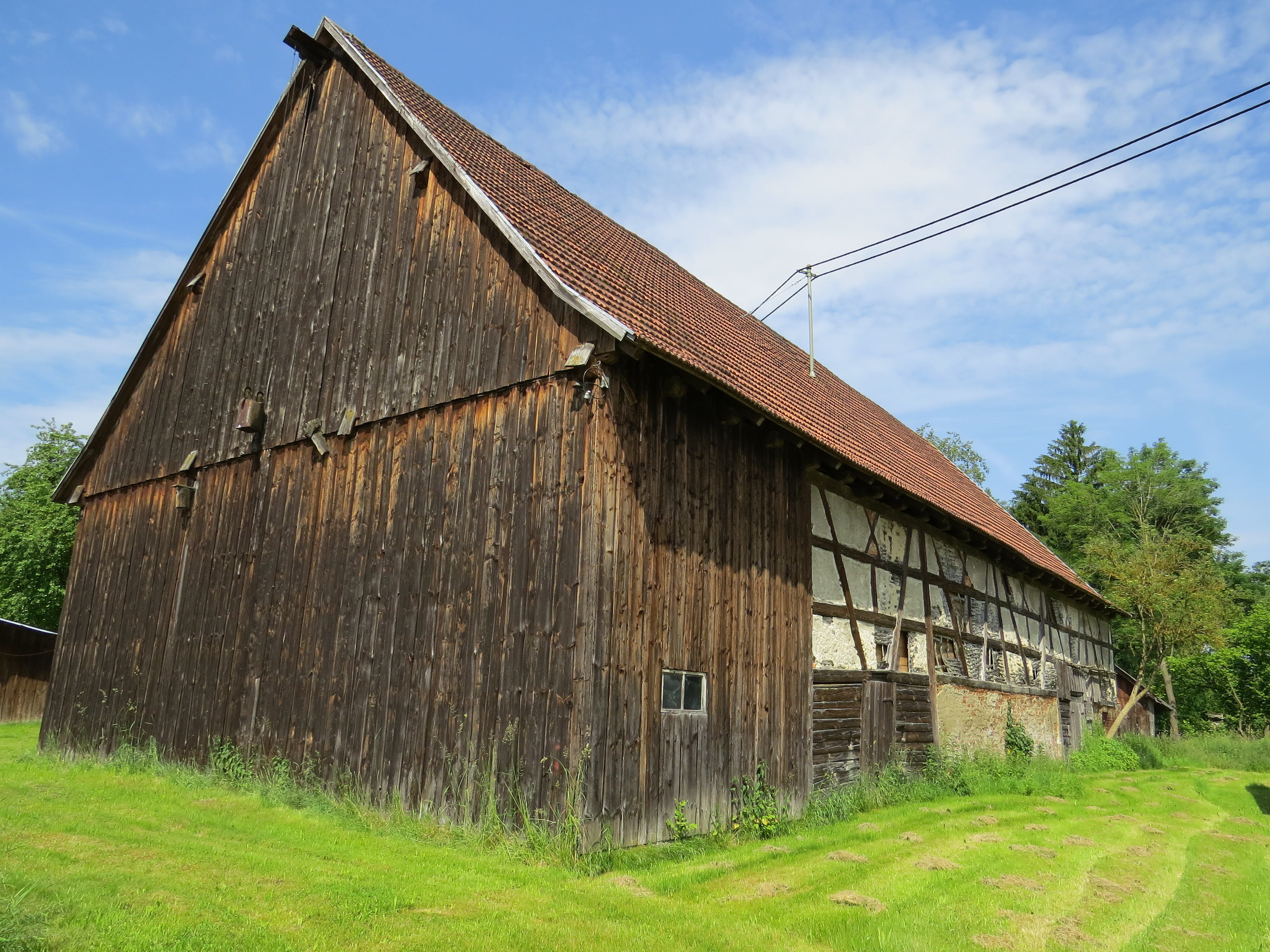
Fachwerkstadel in Ettlishofen

Der Fachwerkstadel in Ettlishofen, einem Gemeindeteil Bibertal im schwäbischen Landkreis Günzburg in Bayern, wurde Ende des 17. Jahrhunderts errichtet. Die Scheune an der Daiblerstraße 13 ist ein geschütztes Baudenkmal.
Der Bau mit zum Teil gezäunter Wand und Satteldach wurde in den letzten Jahren mit Ziegeln neu gedeckt.